# Litomyšl
Litomyšl je mesto, občina in nekdanja škofija v Pardubiškem okraju na Češkem, 136 km vzhodno od Prage z okoli 10.000 prebivalci.
Grajski kompleks v središču mesta je na Unescovem seznamu svetovne dediščine.

## Zgodovina
Mesto je dobilo ine po Litomeržih, enem od več kot deset zahodnoslovanskih plemen, ki so se na Češkem naselila v 6. stoletju. Nastalo je v  13. stoletju na mestu starega utrjenega naselja ob Trsteniški cesti, pomembni trgovsko poti, ki je povezovala Češko in Moravsko. 
Od 30. aprila 1344 do ukinitve med husitskimi vojnami  leta 1474 leta je bil v mestu sedež katoliške  škofije Leitomischl/Litomyšl/Lutomislensis. Škofija je bila ponovno ustanovljena leta 1970 kot naslovna škofija.
Do leta 1918 je Leitomischl–Litomyšl (staro nemško ime je  Leutomischl) spadal v Avstrijsko monarhijo. Bil je upravno središče istoimenskega okrožja, enega od 94 Bezirkshauptmannschaften ali okresní hejtmanství na Češkem.  Nemško prebivalstvo je bilo skladno z Beneševimi dekreti leta 1945 izgnano iz Češke. 

## Mestne znamenitosti
Glavna mestna znamenitost je mogočen renesančni grad, zgrajen v letih 1568–1581. Grad ne slovi samo po prefinjeni arhitekturi ampak tudi kot rojstna hiša češkega skladatelja Bedřicha Smetane. Na raztegnjenem trgu, enem največjih na Češkem, stojijo  gotska mestna hiša in številne renesančne in baročne hiše. Številne hiše imajo arkade in obokane pritlične  prostore. Ena od najpomembnejših je hiša  U Rytířů/Pri vitezu z nenavadnim pročeljem. 
V preteklosti je bilo mesto pomembno versko središče. V njem je bila leta 1344 ustanovljena druga češka škofija, ki je bila med husitskimi vojnami ukinjena. V 19. stoletju je imela velik pomen  mestna klasična gimnazija. 
Kulturna tradicija sega daleč preko regionalnih in državnih meja.  Izredna notranjost gradu, zlasti baročno grajsko gledališče, amfiteater v grajskem parku in Smetanova hiša, so prizorišča številnih koncertov in  gledaliških predstav, ki skozi celo leto bogatijo mestno življenje.  Leta 1994 je bilo v mestu srečanje predsednikov sedmih srednjeevropskih držav. Grajski kompleks je bil leta 1999  vpisan na seznam Unescove svetovne dediščine.
V Litomyšlu je tudi Portmoneum, muzej umetnika in pisatelja Josefa Váchala in njegovega občudovalca  Josefa Portmana, ki je naročil stenske poslikave in sam poslikal pohištvo v hiši.

## Ugledni meščani
V  Litomyšlu so bili rojeni skladatelj Bedřich Smetana (1824–1884), zdravnik in oceanograf August Jilek (1819–1898), literarni zgodovinar in kritik Arne Novák, literarni kritik  Hubert Gordon Schauer in esperantski pisatelj Karel Píč (1920–1995), avtor avtobiografskega romana La Litomiŝla Tombejo (Litomyšlsko pokopališče).
V mestu je od leta 1834 do smrti prebivala Magdalena Dobromila Rettigová,  avtorica prve v češčini napisane kuharske knjige.
V Litomyšlu je od leta 1871 do 1874 kot učitelj služboval Josef Kořenský (1847–1938), eden od najvidnejših čeških svetovnih popotnikov. 
V Obokani galeriji litomyšlskega gradu je stalna razstava kipov in slik sodobnega češkega kiparja in oblikovalca Olbram Zoubeka.

## Pobratena mesta
- Łańcut, Poljska [5]
- Levoča, Slovaška
- Keszthely, Madžarska
- San Polo d'Enza, Italija